# A Plague Tale: Innocence
A Plague Tale: Innocence é um jogo eletrônico de ação-aventura e stealth desenvolvido pela Asobo Studio e publicado pela Focus Home Interactive. Foi lançado para Microsoft Windows, PlayStation 4 e Xbox One em 14 de maio de 2019 e recebeu críticas positivas através da crítica especializada.

## Jogabilidade
No jogo, o jogador assume o controle de Amicia em uma perspectiva de terceira pessoa. Na maior parte do tempo, os jogadores precisam usar a furtividade para evitar encontros hostis. Amicia está equipada com uma fundíbulo que pode atirar pedras para quebrar cadeias da ponte levadiça ou atordoar os guardas por tempo suficiente para os ratos emboscá-los, ou até matá-los com um tiro na cabeça. O jogo apresenta uma série de quebra-cabeças para sobrevivência, consistindo principalmente em métodos para assustar ou distrair as hordas de ratos famintos, a fim de obter acesso a novas áreas, ou direcioná-las para os inimigos. O principal método de afastar os ratos é o fogo, já que os ratos raramente entram em um raio de tochas e braseiros. Amicia também pode fabricar munição especial e suprimentos, que incluem pedras de enxofre que iniciam a ignição de braseiros, bombas de mau cheiro que atraem ratos ou supressores de fogo para extinguir as tochas carregadas pelos inimigos. O irmão mais novo de Amicia, Hugo, pode ser direcionado para tarefas específicas quando Amicia está ocupada. Mais tarde no jogo, o jogador pode assumir o controle de Hugo, que não pode criar itens, mas é capaz de controlar ratos e esgueirar-se por pequenos espaços. Todas essas habilidades são combinadas quando os irmãos se unem no final do jogo.

## Enredo

A personagem Amicia (esquerda) junto a seu irmão mais novo, Hugo (direita), cercados pelos ratos devoradores e causadores da doença.

No ano de 1348, Amicia De Rune é uma jovem de ascendência nobre que vive com sua família na zona rural da Aquitânia, região sudoeste da França, que foi invadida pelo exército inglês durante a Guerra dos Cem Anos. Seu irmão mais novo, Hugo De Rune, está doente desde o nascimento, e sua mãe, Beatrice De Rune, uma alquimista, priva-o na propriedade da família há anos enquanto tenta descobrir uma cura. Enquanto caçava na floresta com seu pai, Robert De Rune, Amicia encontra sinais da Peste Negra, assistindo seu cachorro Lion ser consumido e morto por uma entidade invisível. Eles correm de volta para a propriedade De Rune, mas as tropas da Inquisição — lideradas por lorde Nicholas — chegam e invadem a propriedade em busca de Hugo, executando Robert e vários servos. Beatrice os ajuda a escapar e instrui Amicia a levar Hugo ao médico Laurentius antes que ela seja morta.
Amicia e Hugo fogem para uma vila próxima, onde descobrem que hordas de ratos vorazes espalham a peste bubônica e devoram tudo o que encontram pela frente. Evitando também os aldeões hostis que responsabilizam Hugo pela praga e pelos soldados da Inquisição, Amicia e Hugo chegam à fazenda de Laurentius, encontrando-o acamado pela doença. Laurentius implora a Amicia para terminar o trabalho de sua mãe. Quando a casa de Laurentius é invadida por ratos, Amicia e Hugo fogem com seu aprendiz do médico, Lucas, para procurar um castelo abandonado e em ruínas, chamado Château d'Ombrage. Enquanto eles escapam dos roedores e combatem os ingleses, Lucas explica que o sangue de Hugo carrega um mal sobrenatural chamado Prima Macula, que permaneceu adormecido em certas linhagens nobres desde a Praga de Justiniano. Beatrice e Laurentius estavam tentando encontrar uma cura, enquanto o Grande Inquisidor, Vitalis Benevent, cobiça seu poder. Eles são assistidos pelos irmãos ladrões Mélie e Arthur, mas Arthur é capturado antes que o restante chegue ao castelo Château d'Ombrage.
Lucas revela que precisa de um livro proibido chamado Sanguinis Itinera para completar o elixir que pode curar Hugo. Amicia se infiltra na universidade vizinha para recuperar o Sanguinis Itinera, enquanto Mélie sai para resgatar Arthur. Amicia recupera o livro e resgata um jovem ferreiro chamado Rodric, que a ajuda a escapar. Eles se reúnem no castelo com Mélie e Arthur, revelando que ele testemunhou Beatrice sob custódia da Inquisição. Amicia insiste que não contem a Hugo, mas Hugo ouve a conversa e sua condição se deteriora abruptamente. Amicia e Lucas retornam à propriedade De Rune, procurando respostas na pesquisa de Beatrice. Em um laboratório escondido nas ruínas romanas próximas, eles completam o elixir antes de retornar para administrá-lo em Hugo, para aliviar os sintomas. No entanto, Hugo foge em direção à Inquisição no intuito de reencontrar sua mãe Beatrice, deixando Amicia culpada. Vitalis injeta em si mesmo o sangue de Hugo para que ele possua o poder da mácula, porém o elixir de Lucas atrasa seu desenvolvimento. Hugo consegue escapar da custódia e encontra Beatrice, que revela que a mácula lhe dá o poder de controlar os ratos devoradores. Beatrice e Hugo são recapturados e Vitalis ameaça a vida de Beatrice na tentativa de forçar os poderes de Hugo a despertarem completamente.
Um mês depois, em janeiro de 1349, o castelo Château d'Ombrage é atacado por uma horda de ratos liderados por Nicholas e Hugo — na qual Hugo estava amargurado com Amicia por ter omitido a informação de que Beatrice estava presa. Nicholas mata Arthur e ordena que Hugo mate Amicia, mas ela se reconcilia com Hugo, passando a trabalharem juntos para derrotar Nicholas com os ratos antes que o castelo desmoronasse. A partir de então, com o poder dos ratos, eles decidem levar a luta até a Inquisição e resgatar Beatrice. Os irmão De Rune vão para o baluarte, uma catedral na qual a Inquisição estabeleceu sua sede. Rodric se sacrifica para permitir que os outros cheguem à catedral onde Vitalis está esperando, tendo juntado milhares de ratos que somente ele poderia controlar. Vitalis e Hugo usam seus respectivos poderes da mácula um contra o outro, até que Amicia fosse capaz de matar Vitalis com seu fundíbulo. Três dias depois, os ratos e a praga desaparecem, com a rotina voltando ao normal, embora muitos continuem cautelosos com Hugo e seu poder. Mélie se separa do grupo, enquanto Amicia, Hugo, Beatrice e Lucas seguem em direção ao porto para encontrar um novo lar.

## Personagens
Adaptação da voz com os personagens.
- Charlotte McBurney como Amicia de Rune
- Logan Hannan como Hugo de Rune
- Edan Hayhurst como Lucas, o aprendiz
- Tabitha Rubens como Mélie
- David Knight como Arthur
- Mark Healy como Lorde Nicholas / Laurentius / Soldado 1 / Guarda 4 / Criado 1
- Max Raphael como Rodric
- Stéphane Cornicard como Vitalis
- Alec Newman como Robert / Soldado 2
- Caroline Loncq como Clervie / Aldeã 1
- Katherine Pageon como Beatrice de Rune
- Jonathan Forbes	como Conrad / Soldado 3 / Alquimista 3 / Guarda 3 / Soldado 3 / Aldeão 1
- Philippe Spall como Alquimista 2 / Guarda 2 / Aldeão 3
- Zachary Fall como Alquimista 1 / Guarda 1 / Aldeão 2

## Desenvolvimento
O desenvolvimento do jogo foi feito pela Asobo Studio. Foi o primeiro título original desde que a equipe criou o jogo de corrida Fuel (2009), e a empresa queria criar uma experiência narrativa inspirada em The Last of Us (2013) e Brothers: A Tale of Two Sons (2013). O tema principal do jogo é a "família" e como os relacionamentos dos personagens eram desafiados durante circunstâncias adversas. Outro tema importante é a "inocência". Hugo, em particular, observará os comportamentos do personagem do jogador e lentamente se transformará de um garoto inocente em um indivíduo implacável. Os atores infantis Charlotte McBurney e Logan Hannan deram sua voz para Amicia e Hugo, respectivamente. Os dois também participaram do processo de escrita, sugerindo mudanças no diálogo e nas tomadas alternativas. Até 5.000 ratos podem aparecer na tela simultaneamente. Para garantir que o jogo possa renderizar tantos inimigos sem prejudicar o desempenho, a equipe introduziu quatro camadas de detalhes ao renderizar os ratos, nos quais os ratos mais distantes do personagem existem como "malha de fundo, não animada", enquanto os ratos mais próximos do jogador são animados e detalhados.
A editora Focus Home Interactive anunciou pela primeira vez o jogo em janeiro de 2017 como The Plague. O primeiro trailer do jogo apareceu na E3 2017. O jogo foi lançado mundialmente em 14 de maio de 2019 para Microsoft Windows, PlayStation 4 e Xbox One.

## Sequência
Uma sequência, intitulada A Plague Tale: Requiem (2022), foi lançada no dia 18 de outubro de 2022, para Microsoft Windows, Nintendo Switch, PlayStation 5 e Xbox Series X/S.